# Leucotrichum pseudomitchelliae
Leucotrichum pseudomitchelliae är en stensöteväxtart som först beskrevs av David Bruce Lellinger, och fick sitt nu gällande namn av Paulo Henrique Labiak. Leucotrichum pseudomitchelliae ingår i släktet Leucotrichum och familjen Polypodiaceae. Inga underarter finns listade.